# Bulbophyllum kusaiense
Bulbophyllum kusaiense é uma espécie de orquídea (família Orchidaceae) pertencente ao gênero Bulbophyllum. Foi descrita por Takasi Tuyama em 1940.